# Otto Reuter

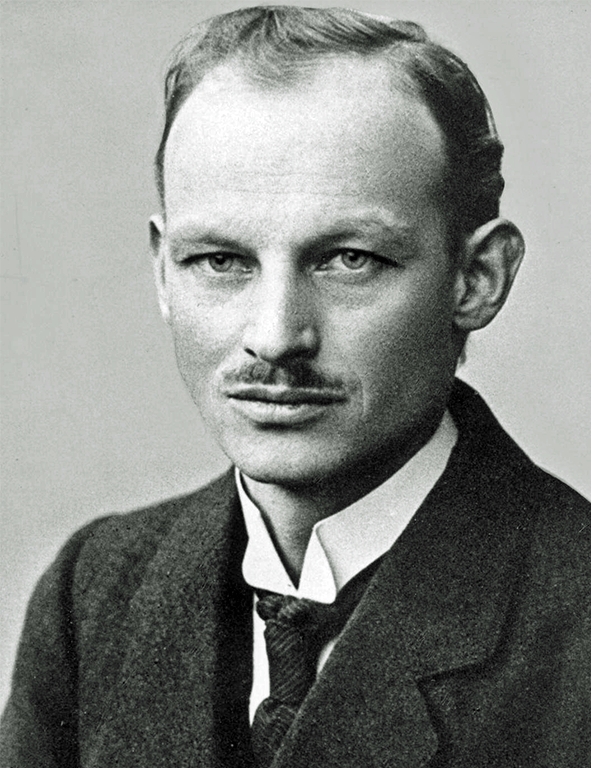
Otto Reuter (vor 1922)

Otto Reuter (* 10. September 1886 in Wachwitz; † 12. Januar 1922) war ein deutscher Maschinenbau-Ingenieur, der vor allem als Flugzeug-Konstrukteur Bedeutung erlangte.

## Ganzmetallflugzeuge
Reuter trat im November 1915 als Motoren-Konstrukteur in das Unternehmen Junkers & Co. ein. Er war dort aber auch maßgebend an der Entwicklung der ersten – durchweg für militärische Zwecke bestimmten – Reihe von Junkers-Metallflugzeugen beteiligt, die mit der Junkers J 1 begann und über die J 4 (zusammen mit Fokker entwickelt) und J 7 bis zur J 10 ging.

## Flugzeugantriebe
1917 erhielt er von Hugo Junkers den Auftrag, aus dem auch für Luftfahrtanwendung gedachten Zweitakt-Diesel-Doppelkolbenmotor Mo 3 mit Kraftstoffdirekteinspritzung und Selbstzündung einen größeren, mit Benzin betriebenen und mit Fremdzündung ausgestatteten Motor abzuleiten. Das Ergebnis war der auf nun sechs Zylinder vergrößerte Junkers Fo 2, der somit neben dem Mo 3 der erste Verbrennungsmotor mit Kraftstoffdirekteinspritzung war. Der Motor wurde von der Idflieg als Flugzeugantrieb abgelehnt, von der Marine aber als Schiffsantrieb angenommen und eingesetzt. Nach dem Krieg sollte er auch für das ebenfalls in Reuters Zuständigkeit geplante Großflugzeug Junkers G1 verwendet werden, wozu es aber nicht mehr kam.

## Junkers F 13

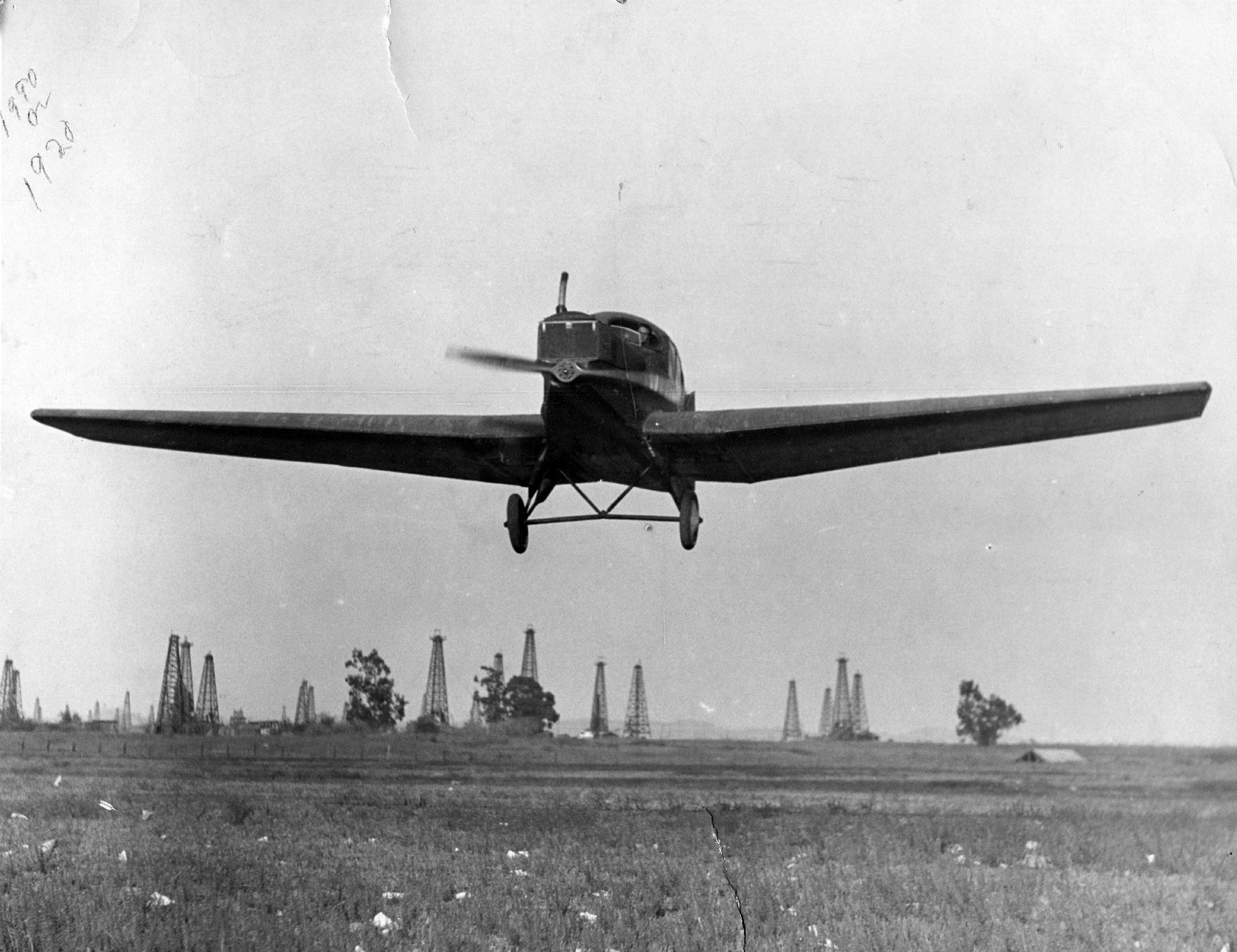
Eine Junkers F 13 über dem Mercury Airfield in West Hollywood, 1920

Nach der Auflösung des Unternehmensverbundes Junkers-Fokkerwerke AG am 3. Dezember 1918 arbeitete Reuter als Chefingenieur bei Junkers. Sofort nach dem Waffenstillstand begann er mit der Entwicklung der Junkers F 13, die 1919 zum ersten für rein zivile Zwecke gebauten Verkehrsflugzeug und zu einem großen Erfolg für Junkers wurde. Reuter beschäftigte sich danach noch mit der Entwicklung der Junkers J 15, einem kleinen, nur einmal gebauten Versuchsflugzeug. Das letzte von ihm konstruierte Flugzeug war die Junkers K 16.